# Zelotes balcanicus
Zelotes balcanicus är en spindelart som beskrevs av Christo Deltshev 2006. Zelotes balcanicus ingår i släktet Zelotes och familjen plattbuksspindlar. Inga underarter finns listade i Catalogue of Life.